# Seznam zápasů marocké fotbalové reprezentace na MS
Marocká fotbalová reprezentace byla celkem 6x na mistrovstvích světa ve fotbale a to v letech 1970, 1986, 1994, 1998, 2018, 2022.
- Aktualizace po MS 2022 – Počet utkání – 23 – Vítězství – 5x – Remízy – 6x – Prohry – 12x

| Číslo | Soupeř         | Výsledek                | MS      | Fáze turnaje       | Góly Maroka                                              |
| ----- | -------------- | ----------------------- | ------- | ------------------ | -------------------------------------------------------- |
| 1.    | Německo        | 1 – 2                   | MS 1970 | základní skupina D | Mohammed Houmane                                         |
| 2.    | Peru           | 0 – 3                   | MS 1970 | základní skupina D | Ne                                                       |
| 3.    | Bulharsko      | 1 – 1                   | MS 1970 | základní skupina D | Maouhoub Ghazouani                                       |
| 4.    | Polsko         | 0 – 0                   | MS 1986 | základní skupina F | Ne                                                       |
| 5.    | Anglie         | 0 – 0                   | MS 1986 | základní skupina F | Ne                                                       |
| 6.    | Portugalsko    | 3 – 1                   | MS 1986 | základní skupina F | Abderrazak Khairi (2), Abdelkrim Merry Krimau            |
| 7.    | SRN            | 0 – 1                   | MS 1986 | osmifinále         | Ne                                                       |
| 8.    | Belgie         | 0 – 1                   | MS 1994 | základní skupina F | Ne                                                       |
| 9.    | Saúdská Arábie | 1 – 2                   | MS 1994 | základní skupina F | Mohammed Chaouch                                         |
| 10.   | Nizozemsko     | 1 – 2                   | MS 1994 | základní skupina F | Hassan Nader                                             |
| 11.   | Norsko         | 2 – 2                   | MS 1998 | základní skupina A | Mustapha Hadji, Abdeljalil Hadda                         |
| 12.   | Brazílie       | 0 – 3                   | MS 1998 | základní skupina A | Ne                                                       |
| 13.   | Skotsko        | 3 – 0                   | MS 1998 | základní skupina A | Salaheddine Bassir (2), Abdeljalil Hadda                 |
| 14.   | Írán           | 0 – 1                   | MS 2018 | základní skupina B | Ne                                                       |
| 15.   | Portugalsko    | 0 – 1                   | MS 2018 | základní skupina B | Ne                                                       |
| 16.   | Španělsko      | 2 – 2                   | MS 2018 | základní skupina B | Butaíb, Júsuf En-Nesjrí                                  |
| 17.   | Chorvatsko     | 0 – 0                   | MS 2022 | základní skupina F | Ne                                                       |
| 18.   | Belgie         | 2 – 0                   | MS 2022 | základní skupina F | Abdal Hamíd Sabirí, Zakaríja Abuchlál                    |
| 19.   | Kanada         | 2 – 1                   | MS 2022 | základní skupina F | Hakim Zijach, Júsuf En-Nesjrí                            |
| 20.   | Španělsko      | 0 – 0 (PP) (pen. 3 – 0) | MS 2022 | osmifinále         | Abdelhamid Sabiri Hakim Zijach Badr Benoun Achraf Hakimi |
| 21.   | Portugalsko    | 1 – 0                   | MS 2022 | čtvrtfinále        | Júsuf En-Nesjrí                                          |
| 22.   | Francie        | 0 – 2                   | MS 2022 | semifinále         | Ne                                                       |
| 23.   | Chorvatsko     | 1 – 2                   | MS 2022 | o 3. místo         | Ašraf Darí                                               |